# Circuit de carburant
 (mars 2012).
Si vous disposez d'ouvrages ou d'articles de référence ou si vous connaissez des sites web de qualité traitant du thème abordé ici, merci de compléter l'article en donnant les références utiles à sa vérifiabilité et en les liant à la section « Notes et références ».
Cet article porte sur le circuit carburant d'un hélicoptère. Les hélicoptères transportent leur carburant dans des réservoirs situés en partie basse de la cellule. La résultante du poids de carburants transporté doit rester au plus proche de l'axe du centre de gravité.

## Réservoir
Les réservoirs peuvent être rigides (en alliage d'aluminium) ou en matière souple. Le réservoir rigide a été utilisé sur l'Alouette II. Le réservoir souple est utilisé pour être placé dans les compartiments des hélicoptères lourds. La peau du réservoir est fixée et maintenue sur la paroi du compartiment par des attaches de type « morcros ». Ces attaches sont intégrées à l'épaisseur de la peau du réservoir et sont donc étanches. Les zones du réservoir qui sont traversées par les tuyauteries sont renforcées par des tétines. Les tuyauteries internes peuvent être rigides (en alliage léger) ou souples (nitrile). Des intercommunications permettent de relier les réservoirs entre eux. En partie supérieure, les réservoirs ont des ouvertures d'accès aux accessoires ; ces ouvertures sont fermées par des barrettes de fermetures qui permettent aussi le maintien de la peau de réservoir sur le fuselage.

### Puisard ou «nourrice»
Le puisard est situé en dehors du réservoir (cas où il n'y a qu'un seul réservoir) ; la nourrice est un réservoir faisant partie d'un groupe de plusieurs réservoirs servant à approvisionner un moteur.
Un puisard ou une nourrice permettent de récupérer tout le carburant du ou des réservoirs, et surtout permettre une alimentation constante malgré les configurations de vol qui pourraient provoquer une coupure moteur. Un puisard a une capacité de 30 litres environ, et une nourrice, de 250 litres.

### La pompe de gavage
La pompe de gavage permet de fournir plus de carburant que nécessaire pour le ou les moteurs. On compte une pompe par moteur voire deux. Le surplus de carburant qui n'est pas utilisé peut alimenter une pompe de transfert. Cette pompe de gavage est fixée sur une platine accessoire (équipée d'une canne jauge, d'un contacteur bas niveau). La platine accessoire est fixée sur le fuselage. Le moteur de la pompe de gavage est un moteur électrique.

### La pompe de transfert
Quand le groupe réservoir est composé de plusieurs réservoirs, il est nécessaire qu'une pompe auxiliaire assure le remplissage permanent de la nourrice. Cette pompe de transfert est passive, c'est-à-dire qu'elle fonctionne selon le principe de Venturi. Le débit de carburant dérivé de la pompe de gavage est amené sur la pompe de transfert (hors de la nourrice) et alimente un éjecteur. C'est le débit de l'éjecteur qui « aspire » le carburant autour de lui et le ramène vers la nourrice. La tuyauterie de retour est fixée en partie haute de la nourrice et est déversée par gravité.
La pompe de transfert est aussi une pompe électrique permettant de transvaser le carburant d'un groupe réservoir vers un autre et vice versa.

### Intercommunications
Des intercommunications entre les réservoirs d'un groupe de réservoir permettent le remplissage rapide d'un groupe de réservoir. Pour cela les intercommunications sont équipées de clapet anti-retour. Un petit clapet anti-retour situé au fond des réservoirs entre la nourrice et l'autre réservoir, permet de pallier une avarie de la pompe de transfert. Un gros clapet anti-retour situé à mi-hauteur entre les deux réservoirs permet le remplissage rapide par gravité lors du plein.

### Mises à l'air libre
Elles permettent au réservoir de compenser la baisse de niveau en carburant par de l'air. Dans un groupe de plusieurs réservoirs, chaque réservoir possède une mise à l'air libre qui est fixée entre la partie haute du réservoir et la partie haute du fuselage. Dans le cas d'un accident où l'hélicoptère serait couché sur le côté, des clapets de sécurité bloquent l'écoulement du carburant par la mise à l'air libre (dans le cas où les branchements sont du même côté du fuselage) ; on trouve aussi des mises à l'air libre qui sont fixées sur le côté opposé du fuselage par rapport à leur branchement sur le réservoir (réservoir côté gauche = mise à l'air libre sur le fuselage côté droit).

### Les jauges
Il est essentiel que le pilote connaisse la quantité de carburant restant dans les réservoirs. Le système le plus simple est la jauge à flotteur, celui-ci flotte sur le carburant et transmet l'information à une résistance variable. De technologie plus récente, les jauges à capacité sont plus simples : le carburant sert de diélectrique et modifie la capacitance de la jauge en fonction de la hauteur de carburant.
Il est nécessaire que les jauges soient alimentées en courant alternatif. Les jauges sont reliées sur une centrale qui somme toutes les informations puis les transmet à un indicateur jaugeur.

### Détection de bas niveau de carburant
Pour alerter le pilote, un contacteur bas niveau déclenche une alarme afin de prévenir le pilote qu'il ne lui reste que très peu de carburant (moins de 100 litres) ce qui lui laisse le temps de trouver un endroit pour se poser. La sonde de bas niveau peut fonctionner sur la base d'un flotteur ou une thermistance intégrée à une jauge.

## Remplissage
Le réservoir est équipé d'un bouchon amovible permettant le remplissage en carburant par un pistolet. Le bouchon vient se visser sur une goulotte équipée d'une crépine. Le bouchon est équipé d'une chainette qui le relie à la goulotte.
Une option remplissage sous pression permet de faire le plein d'un hélicoptère en moins de 5 minutes. Pour cela le soutier dispose d'un pistolet de raccordement qu'il fixe sur un raccord spécifique sur le fuselage. La quantité de carburant souhaitée est programmée sur un boîtier de contrôle par le pilote. Dès que les réservoirs sont remplis de la quantité souhaitée, le remplissage est interrompu par des électrovannes. Le boîtier de contrôle de  remplissage sous pression permet aussi la reprise du carburant.